# Kohatu
Kohatu är en by i nordvästra Estland. Den ligger i Saue kommun och i landskapet Harjumaa, 30 km söder om huvudstaden Tallinn. Antalet invånare var 187 år 2011. Byn tillhörde Kernu kommun fram till kommunreformen 2017.
Kohatu ligger 52 meter över havet och terrängen runt byn är mycket platt. Runt Kohatu är det glesbefolkat, med 10 invånare per kvadratkilometer. Närmaste större samhälle är Keila, 17 km norr om Kohatu. I omgivningarna runt Kohatu växer i huvudsak blandskog.